# Frans van Eemeren
Frans Hendrik van Eemeren (* 7. April 1946 in Helmond) ist ein niederländischer Kommunikationswissenschaftler und Argumentationstheoretiker. Er ist Professor für sprachliche Kommunikation, Argumentationstheorie und Rhetorik an der Universität von Amsterdam und Mitbegründer der Pragma-Dialektik.

## Leben
Er promovierte 1982 gemeinsam mit Robert Grootendorst in sprachlicher Kommunikation, mit dem er auch die Argumentationstheorie der Pragma-Dialektik entwickelte.

## Werke
- Speech acts in argumentative discussions: a theoretical model for the analysis of discussions directed towards solving conflicts of opinion. Mit Robert Grootendorst. Foris Publications, Dordrecht, Holland. 1984. ISBN 978-9-067-65018-2.
- Argumentation, communication, and fallacies: a pragma-dialectical perspective. Mit Robert Grootendorst. Lawrence Erlbaum Associates, Hillsdale, NJ. 1992. ISBN 978-0-805-81069-1